# Hemileuca
Hemileuca is een geslacht van vlinders uit de familie nachtpauwogen (Saturniidae). De wetenschappelijke naam is voor het eerst gepubliceerd in 1855 door Francis Walker.
De typesoort van het geslacht is Phalaena maia Drury, 1773.

## Synoniemen
- Euchronia Packard, 1864
  - Typesoort: Phalaena maia Drury, 1773
- Pseudohazis Grote & Robinson, 1866
  - Typesoort: Saturnia eglanterina Boisduval, 1852
- Hera Harris, 1869
  - Typesoort: Hera chrysocarena Harris, 1869 (= Saturnia hera)
- Euleucophaeus Packard, 1872
  - Typesoort: Euleucophaeus tricolor Packard, 1872
- Agryrauges Grote, 1882
  - Typesoort: Euleucophaeus neumoegeni Edwards, 1881

## Soorten
- H. annulata Ferguson, 1971
- H. artemis Packard, 1893
- H. burnsi J.H. Watson, 1910
- H. clio Barnes & McDunnough, 1918
- H. conwayae Peigler, 1985
- H. chinatiensis (Tinkham, 1943)
- H. diana Packard, 1874
- H. dyari (Draudt, 1930)
- H. eglanterina (Boisduval, 1852)
- H. electra Wright, 1884
- H. griffini Tuskes, 1978
- H. grotei Grote & Robinson, 1868
- H. hera (Harris, 1841)
- H. hualapai (Neumögen, 1882)
- H. juno Packard, 1872
- H. lares (Druce, 1897)
- H. lex (Druce, 1897)
- H. lucina H. Edwards, 1887
- H. magnifica (Rotger, 1948)
- H. maia (Drury, 1773)
- H. mania (Druce, 1897)
- H. marcata Neumoegen, 1891
- H. marillia Dyar, 1911
- H. mexicana (Druce, 1887)
- H. neumoegeni (H. Edwards, 1881)
- H. nevadensis Stretch, 1872
- H. norba Druce, 1897
- H. numa (Druce, 1887)
- H. nuttalli (Strecker, 1875)
- H. oliviae Cockerell, 1898
- H. peigleri Lemaire, 1981
- H. peninsularis Lemaire, 1993
- H. rubridorsa R. Felder, 1874
- H. shataensis Behrens, 1880
- H. slosseri Peigler & Stone, 1989
- H. sororia (H. Edwards, 1881)
- H. sororius H.Edwards., 1881
- H. stonei Lemaire, 1993
- H. tricolor (Packard, 1872)
- H. uniformis Cockerell, 1914